# Dragontown
Dragontown – album Alice Coopera wydany w 2001 roku, tematycznie będący kontynuacją poprzedniej płyty Brutal Planet.

## Spis utworów
Edycja podstawowa (2001):
1. Triggerman 4:00
2. Deeper 4:37
3. Dragontown 5:06
4. Sex, Death and Money 3:40
5. Fantasy Man 4:06
6. Somewhere in the Jungle 5:22
7. Disgraceland 3:34
8. Sister Sara 4:34
9. Every Woman Has a Name 3:45
10. I Just Wanna Be God 3:53
11. It's Much Too Late 4:40
12. The Sentinel 3:55

Bonusy na limitowanej edycji koncertowej (7500 sztuk, wydanie 2002 r.):
1. "Can't Sleep, Clowns Will Eat Me" – 4:09
2. "Go to Hell" (Live) (Cooper, Dick Wagner, Bob Ezrin) – 3:48
3. "Ballad of Dwight Fry" (Live) (Cooper, Michael Bruce) – 4:27
4. "Brutal Planet" (Remix) – 5:27

Dodatkowo edycja limitowana zawierała:
- kartonowe etui
- teledysk do utworu Gimme
- wygaszacz ekranu
- plakat